# Desaiganj
Desaiganj là một thành phố và là nơi đặt hội đồng đô thị (municipal council) của quận Gadchiroli thuộc bang Maharashtra, Ấn Độ.

## Nhân khẩu
Theo điều tra dân số năm 2001 của Ấn Độ, Desaiganj có dân số 24.786 người. Phái nam chiếm 51% tổng số dân và phái nữ chiếm 49%. Desaiganj có tỷ lệ 69% biết đọc biết viết, cao hơn tỷ lệ trung bình toàn quốc là 59,5%: tỷ lệ cho phái nam là 77%, và tỷ lệ cho phái nữ là 62%. Tại Desaiganj, 13% dân số nhỏ hơn 6 tuổi.